# トロ・イ・モア
トロ・イ・モア（英: Toro y Moi、本名: チャズウィック・ブラッドリー・バンディック、1986年11月7日 - ）は、アメリカ合衆国のミュージシャンである。その音楽性は多岐にわたるが、チルウェイヴとみなされることが多い。
彼のアーティスト名はスペイン語で「牛」を意味する「Toro」、「and」を意味する「Y」、そしてフランス語で「私に」を意味する「Moi」という多言語からなる。

## ディスコグラフィ

### スタジオ・アルバム
- 『コウザーズ・オブ・ディス』 - Causers of This (2010年)
- 『アンダーニース・ザ・パイン』 - Underneath the Pine (2011年)
- 『エニシング・イン・リターン』 - Anything in Return (2013年)
- 『マイケル』 - Michael (2014年) ※Les Sins名義
- 『ホワット・フォー?』 - What For? (2015年)
- 『スター・スタッフ』 - Star Stuff (2017年) ※with ザ・マットソン・2
- 『ブー・ブー』 - Boo Boo (2017年)
- 『アウター・ピース』 - Outer Peace (2019年)
- 『マハール』 - Mahal (2022年)
- 『ホール・アース』 - Hole Erth (2024年)

### ライブ・アルバム
- Live from Trona (2016年)
- Mahal (Live from Big Sur) (2023年)

### EP
- Body Angles (2009年)
- 『フリーキング・アウト』 - Freaking Out (2011年)
- smartbeats (2019年) ※for Glaceau Smartwater
- C'mon Les' Go (2020年) ※Les Sins名義。スプリット with AceMo
- Sandhills (2023年)

### コンピレーション・アルバム
- 『ジューン2009』 - June 2009 (2012年)